# Староатлашское сельское поселение
Староатла́шское се́льское поселе́ние — муниципальное образование в составе Старокулаткинского района Ульяновской области. Административный центр — село Старый Атлаш. 

## Население
| 2010  | 2012  | 2013  | 2014  | 2015  | 2016  | 2017  |
| ----- | ----- | ----- | ----- | ----- | ----- | ----- |
| 1644  | ↘1578 | ↘1502 | ↘1448 | ↘1384 | ↘1313 | ↘1249 |
| 2018  | 2019  | 2020  | 2021  |       |       |       |
| ↘1216 | ↘1170 | ↘1130 | ↗1156 |       |       |       |

## Состав сельского поселения
В состав поселения входят 3 населённых пункта — 3 села.
| № | Населённый пункт | Тип населённого пункта       | Население |
| - | ---------------- | ---------------------------- | --------- |
| 1 | Кармалей         | село                         | 283       |
| 2 | Мосеевка         | село                         | 465       |
| 3 | Старый Атлаш     | село, административный центр | 896       |